# Važni Valonski rudnici
Veća rudarska mjesta Valonije (franc. sites miniers majeurs de Wallonie, nizoz. belangrijkste mijnsites van Wallonië), skupina od 4 rudnika u Valoniji, u južnoj Belgiji, koji su najočuvaniji rudnici ugljena iz 19. i 20. stoljeća u zemlji. Kako predstavljaju utopijsku arhitekturu rane industrijske ere Europe s krajnje integriranim industrijskim i urbanim kompleksima, 2014. godine upisani su na UNESCO-ov popis mjesta svjetske baštine u Europi. 
To posebice predstavljaju ugljenokop i radnički grad rudnika Grand-Hornu, koje je dizajnirao Bruno Renard u prvoj polovici 19. stoljeća, dok Bois-du-Luc, uglavnom izgrađen od 1838. do 1909., sadrži i jedan od najstarijih ugljenokopa u Europi iz 17. st.
U Valoniji je nekada bilo na stotine ugljenokopa, ali su oni uglavnom izgubili svoju infrastrukturu, osim četiri zaštićena lokaliteta koji čine 170 km dug i 3-15 km širok pojas koji presjeca Belgiju od zapada k istoku:
| Slika | Rudnik         | Općina (Pokrajina)    | Koordinate                                | |
| ----- | -------------- | --------------------- | ----------------------------------------- | --- |
|       | Grand-Hornu    | Boussu (Hainaut)      | 50°16′01″N 3°30′08″E / 50.267°N 3.5022°E  | Grand-Hornu je izgradio Henri De Gorge od 1810. – 1830. god. i ima jedinstven funkcionalni plan rudarskog grada. U njegovom krugu nalaze se radionice, uredi i rezidencija "Dvorac ždrijela" u neoklasičnom stilu s lukovima, trijemovima i polukružnim prozorima. god. 2010. naselje je proslavilo svoju 200. obljetnicu. |
|       | Bois-du-Luc    | La Louvière (Hainaut) | 50°16′53″N 4°05′24″E / 50.2814°N 4.0900°E | Izgrađen od 1838. – 1853., rudnik je o+bio u upotrebi sve do 1973. god., ali je radničko naselje potpuno sačuvano i još uvijek je naseljeno, dok je ugljenokop pretvoren u muzej 1983. god. Oko rudnika Saint-Emmanuel se nalaze još uvijek netaknuto selo Bois-du-Luc površine od 2 ha, šljake gomile, željeznička pruga, radionice, uredi, dvorac ravnatelja, te vile inženjera i 166 rudarskih kuća, kafić i dvorana, Crkva Sv. Barbare, škole i bolnice.    |
|       | Bois du Cazier | Marcinelle (Hainaut)  | 50°13′30″N 4°15′48″E / 50.2251°N 4.2634°E | Ugljenokop iz 19. st. je postao slavan po najstrašnijoj rudarskoj nesreći u povijesti Belgije koja se dogodila 8. kolovoza 1956. god. kada je stradalo 262 rudara na 975 m dubine u jami Saint-Charles. Uzroci nesreće su uglavnom bili zastarjela oprema i slabo obučeno osoblje, što je dovelo do postrožnjavanja sigurnosnih propisa za sve rudnike u Belgiji. Rudnik je zatvoren 1967. god. i sada je spomendom i rudarski muzej s ulazom u rudnik ugljena. |
|       | Blegny-Mine    | Blegny (Liège)        | 50°24′40″N 5°25′55″E / 50.4112°N 5.4319°E | Rudnik je imao dvije osovine za ventilaciju od vanjske galerije visine do 8 katova, s najdubljom točkom od 530 m pored rudnika TERRIL Blegny. Vađenje ugljena je prekinuto 1980., a potom je rudnik otvoren za javnost kao turistička atrakcija. Obilazak rudnika moguć je s istraživanjem galerijaa do 30 i 60 metara dubine. |